# Сосновий лікер

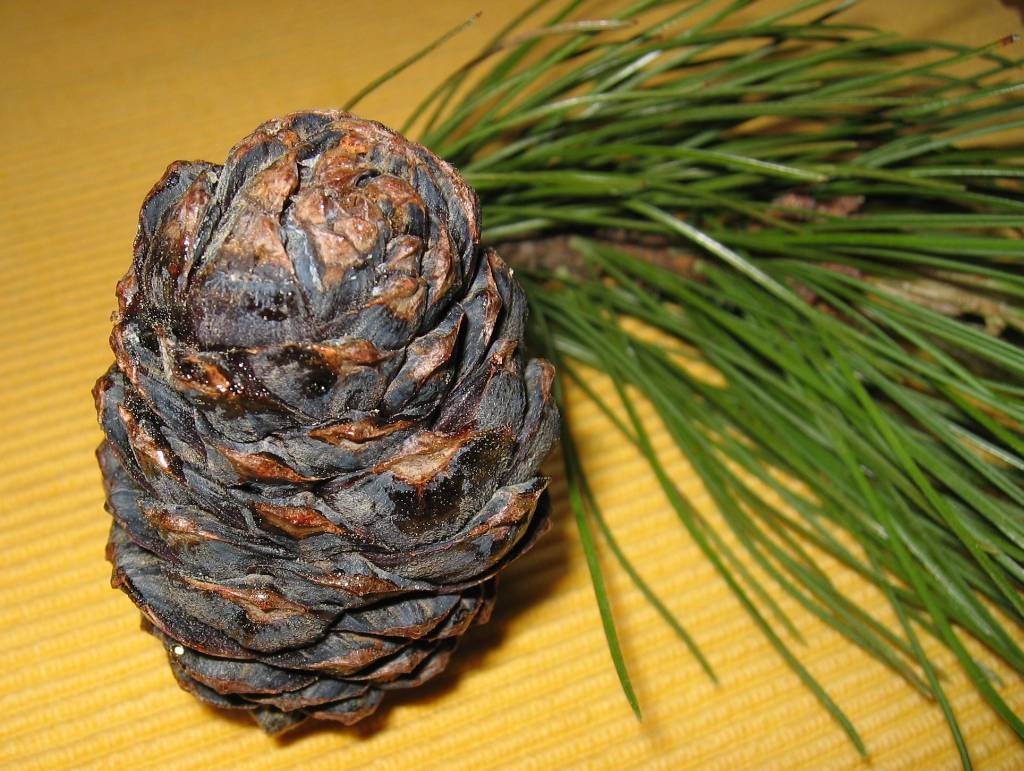
Шишка кедрової сосни

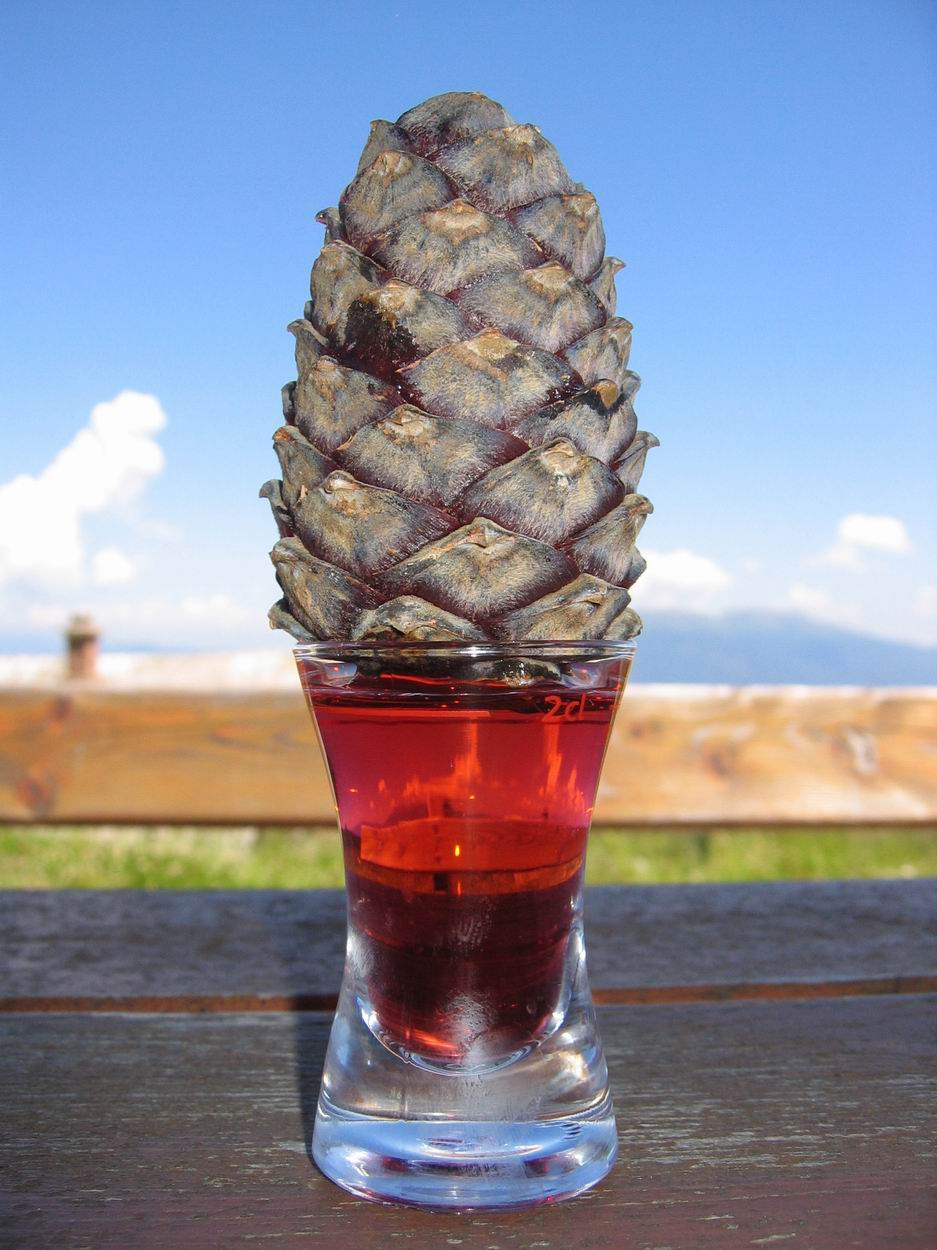
Склянка з сосновим лікером і шишкою зверху

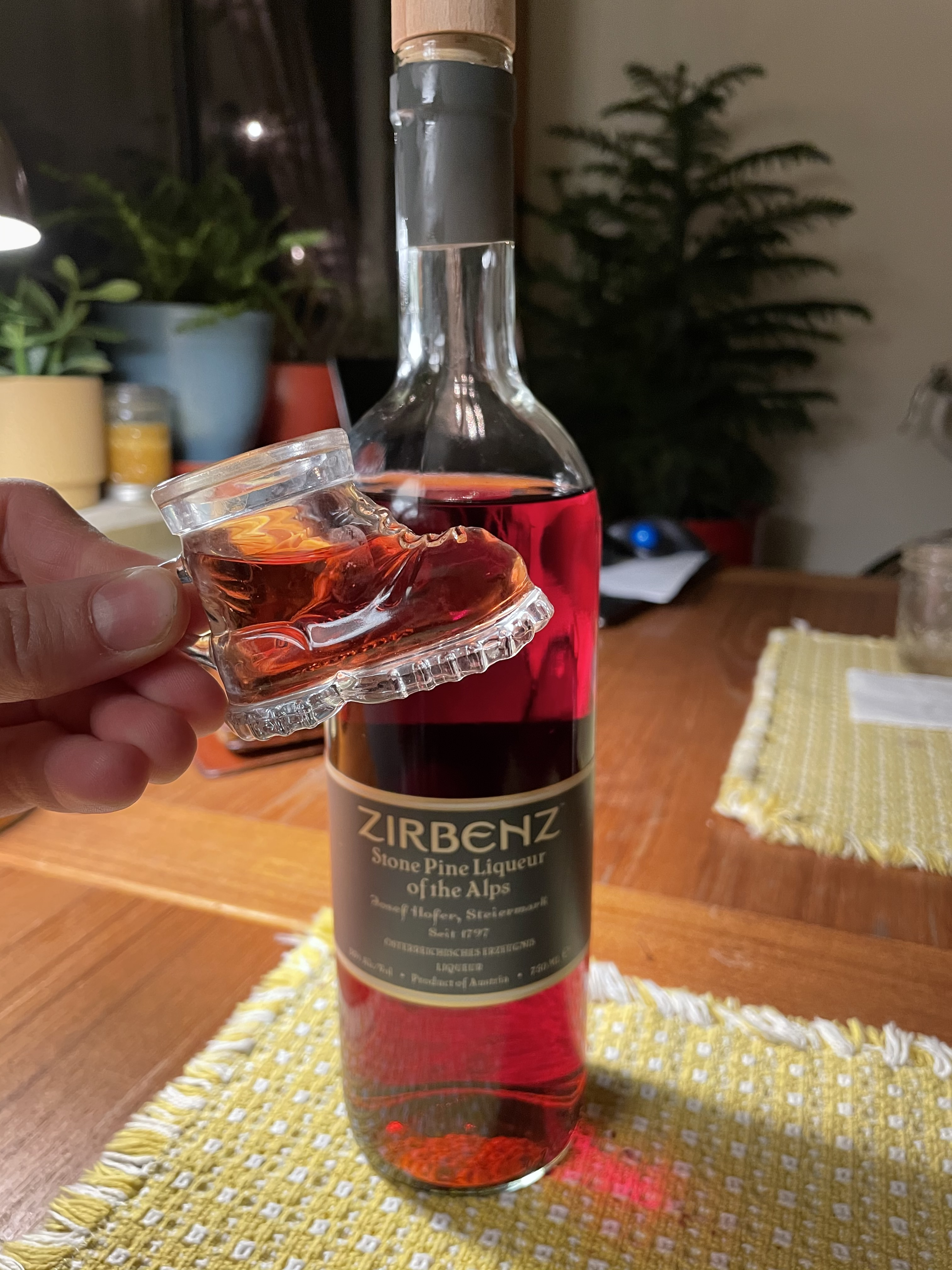
Пляшка лікеру Zirbenz

Сосновий лікер (нім. Zirbenlikör), також відомий як сосновий шнапс (нім. Zirbenschnaps) або сосновий гайст (нім. Zirbengeist) — алкогольний напій, що виготовляється шляхом дистиляції або настоювання шишок кедрової сосни (також відомої як швейцарська кам’яна сосна). Напій поширений у всіх альпійських країнах, особливо в Австрії, де кедрові сосни ростуть переважно на висоті 1500 м над рівнем моря.

## Виготовлення

### Лікер
Для приготування лікеру або шнапсу використовують червоні соковиті шишки, які збирають влітку з кінця червня до середини липня. Збір здійснюється виключно вручну і лише в дозволених районах, оскільки деякі території, де ростуть кедрові сосни, перебувають під охороною. Шишки нарізають на скибки товщиною 3–5 мм і настоюють у лікері типу корн протягом 5–6 тижнів. Як основу можуть використовувати горілку, білий ром або фруктовий бренді, а також додавати спеції, такі як кориця чи гвоздика. Лікер корн, порівняно з фруктовим бренді, має менш виражений власний смак, що дозволяє отримати чистий аромат соснових шишок у готовому напої.
Під час настоювання склянку з напоєм періодично струшують, зазвичай раз на кілька днів. Активні речовини проникають у спирт завдяки процесу мацерації. Рідина набуває темно-червоного кольору, після чого її проціджують через чисту бавовняну тканину, марлю, кавовий фільтр або лляну тканину для видалення осаду. Для пом’якшення гіркого смаку додають цукор (який перемішують, щоб він не осідав), цукерки або мед.

### Гайст
Для отримання соснового гайсту застосовують той самий процес, що й для лікеру, але замість фільтрації та додавання цукру проводять дистиляцію. Якщо використовують не соковиті, а здерев’янілі шишки, їх збирають на початку жовтня. Ядра шишок видаляють, подрібнюють, змішують із корном і нагрівають. У результаті нагрівання залишаються лише ефірні олії з натуральними ароматами, що дає змогу отримати кристально чистий сосновий гайст із сильним сосновим ароматом.

## Застосування
Сосновий шнапс вважається корисним при застуді, бронхіті та ревматизмі. Завдяки вмісту ефірних олій він використовується для профілактики застудних захворювань і лікування бронхів. Натирання грудної клітки шнапсом сприяє розрідженню слизу та полегшенню дихання, а сам напій може замінити сироп від кашлю. Також шнапс застосовують для розтирання хворих кінцівок, що сприяє відновленню м’язів, зокрема при ревматичних болях і замерзанні ніг. Сосновий шнапс зменшує набряки, стимулює кровообіг, а смола шишок допомагає боротися із запаленнями.
Сосновий лікер є улюбленим напоєм альпіністів, зокрема він відомий під маркою Zirbenz. У Каринтії, особливо в регіоні Нокберге, його подають після їжі для покращення травлення. Також сосновим шнапсом пригощають туристів у Тиролі на туристичній стежці Zirbenweg.